# Avenida Canónigo Miguel del Corro
La avenida Canónigo Miguel Calixto del Corro es una arteria vial de la Ciudad de Buenos Aires, Argentina.
Su nombre recuerda a Miguel Calixto del Corro, sacerdote y político argentino, nacido en Córdoba en 1775 y fallecido en la misma ciudad en 1841.

## Características
Corre en dirección sureste - noroeste, siendo en toda su extensión un sector del límite entre los barrios de Villa Luro y Vélez Sársfield. Su calzada es empedrada, y en su primera cuadra tiene una frondosa arboleda.

## Recorrido
La arteria se inicia a partir de la Av. Rivadavia al 9.200, en cercanías de la plazoleta "Vicente Bellini", tomando una dirección hacia el noroeste.
A la altura del 200 cruza el Ferrocarril Sarmiento, al 500 marca el final de la Av. Dr. Juan Felipe Aranguren y al 700 culmina en la Avenida Juan B. Justo al 7.900 junto a los jardines "Prof. Ernesto Nelson", y en inmediaciones del andén sur de la estación Lope de Vega del Metrobús.

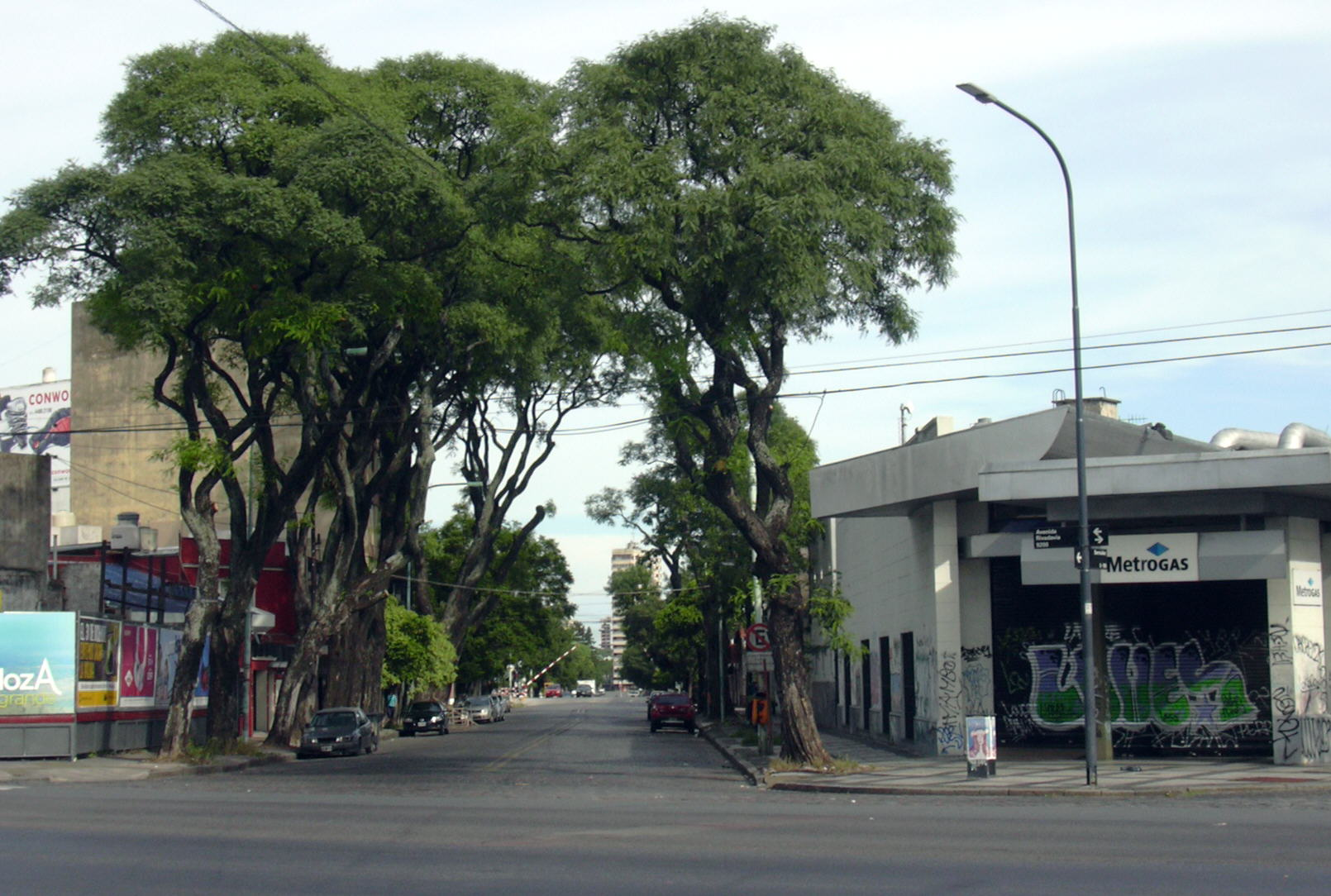
Vista desde el sur de la Av. Canónigo Miguel del Corro, en su nacimiento en la Av. Rivadavia
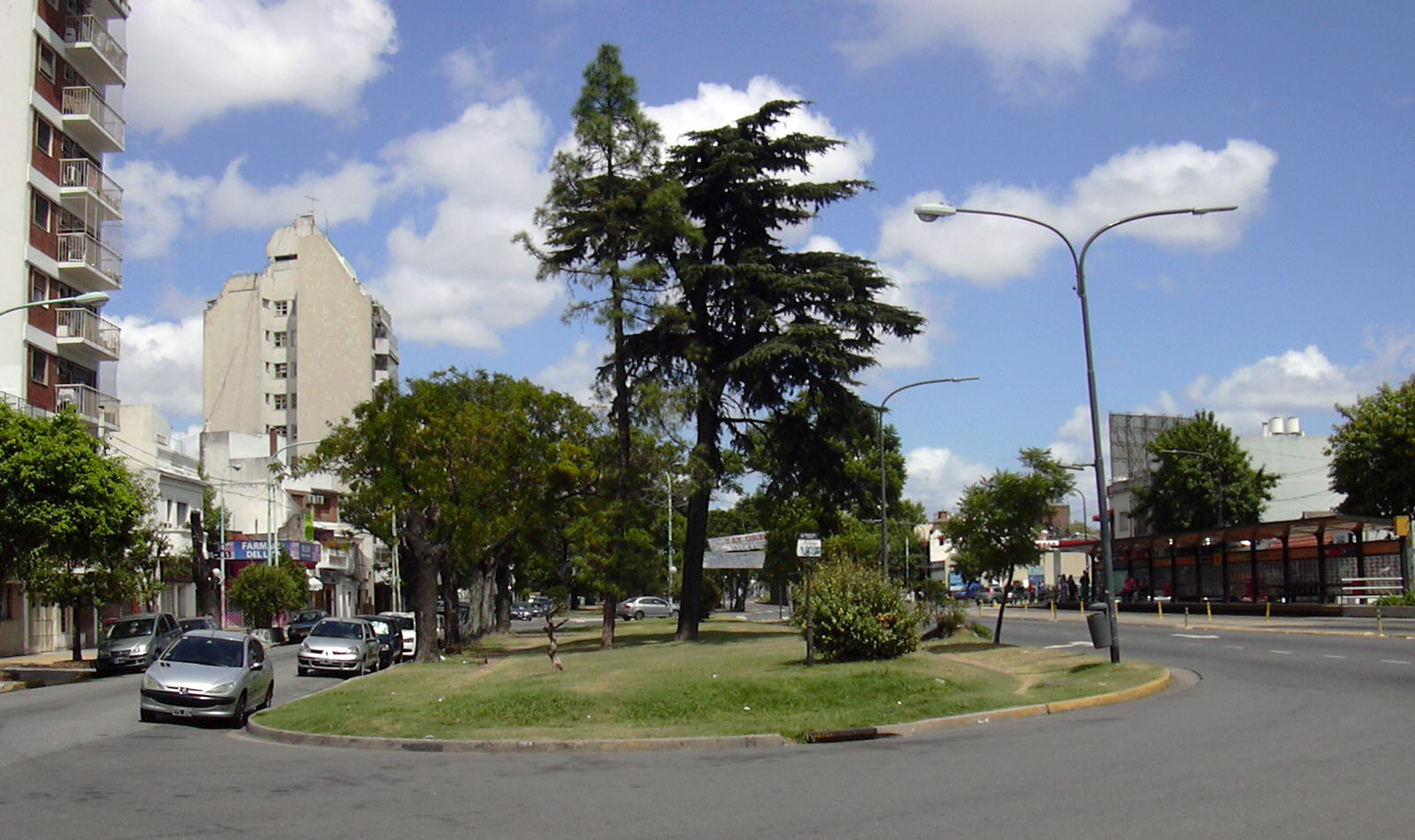
Los jardines "Prof. Ernesto Nelson" vistos desde el final de la avenida Del Corro

- Datos: Q20013277